# Шульце, Бернхард
Бе́рнхард Шу́льце (нем. Bernhard Schulze; р. 20 мая 1938, Рекклингхаузен) — немецкий гребец-байдарочник, выступал за сборные ФРГ и Объединённой Германии в период 1959—1968 годов. Серебряный призёр летних Олимпийских игр в Токио, чемпион Европы, победитель многих регат национального и международного значения.

## Биография
Бернхард Шульце родился 20 мая 1938 года в городе Рекклингхаузене. Активно заниматься греблей начал с раннего детства, проходил подготовку в Дуйсбурге, сначала состоял спортивном клубе «Айнтрахт», позже перешёл в другой местный клуб «Бертазе».
Первого серьёзного успеха на взрослом международном уровне добился в сезоне 1959 года, когда попал в основной состав национальной сборной ФРГ по гребле и выступил на домашнем чемпионате Европы в Дуйсбурге — завоевал здесь золотую медаль в программе эстафеты одиночных байдарок 4×500 м.
Благодаря череде удачных выступлений Шульце удостоился права защищать честь страны на летних Олимпийских играх 1964 года в Токио, где представлял так называемую Объединённую германскую команду, собранную из спортсменов ФРГ и ГДР. Стартовал в зачёте четырёхместных байдарок на дистанции 1000 метров вместе с партнёрами Фридхельмом Венцке, Гюнтером Перлебергом и Хольгером Цандером — они легко квалифицировались на предварительном этапе и с первого места прошли полуфинальную стадию, однако в решающем заезде финишировали вторыми, уступив советскому экипажу Николая Чужикова, Анатолия Гришина, Вячеслава Ионова и Владимира Морозова, и вынуждены были довольствоваться серебряными олимпийскими наградами.
Став серебряным олимпийским призёром, Шульце остался в основном составе гребной команды ФРГ и продолжил принимать участие в крупнейших международных регатах. Так, в 1965 году он побывал на европейском первенстве в Бухаресте, откуда привёз награду бронзового достоинства, выигранную в зачёте байдарок-четвёрок на тысяче метрах.
Будучи одним из лидеров западногерманской национальной сборной, Бернхард Шульце благополучно прошёл квалификацию на Олимпийские игры 1968 года в Мехико — на сей раз представлял исключительно Западную Германию и стартовал в паре с Хольгером Цандером в двойках на тысяче метрах — они добрались до финальной стадии, но в решающем заезде заняли последнее девятое место. Вскоре по окончании этих соревнований Шульце принял решение завершить карьеру профессионального спортсмена, уступив место в сборной молодым немецким гребцам.
Впоследствии в течение многих лет работал штукатуром и затем писарем. Женат, ест один ребёнок.